# Amorphes Material

Amorphe Struktur von Quarzglas (SiO_{2})

Als amorphes Material (altgriechisch μορφή morphé „Gestalt, Form“ mit vorgesetztem Alpha privativum a-, Sinn also etwa „ohne Gestalt“) bezeichnet man in Physik und Chemie einen Stoff, bei dem die Bausteine (Elemente oder Moleküle) keine sich periodisch wiederholenden Strukturen (Fernordnung) aufweisen. Dadurch unterscheiden sich amorphe Materialien von Materialien mit einer Kristallstruktur. Insbesondere sind Stoffe im Glaszustand amorphe Materialien, aber auch Materialien, die aus Bausteinen mit vielen uneinheitlichen Eigenschaften bestehen.
Aufgrund der fehlenden Fernordnung sind amorphe Materialien ebenso wie Flüssigkeiten makroskopisch isotrop, besitzen also keine bevorzugten Raumrichtungen.
Amorphe Festkörper sind thermodynamisch metastabil. Je nach Stoff kann es beim Erhitzen oder Abkühlen zur spontanen Kristallisation und damit zur Umwandlung in einen stabileren Zustand kommen. Das trifft insbesondere auf unterkühlte Flüssigkeiten zu, die unter bestimmten Bedingungen spontan auskristallisieren können.
Amorphe Stoffe befinden sich aus Sicht der physikalischen Chemie im flüssigen Aggregatzustand. Amorph sind oft Stoffe, die aus großen Makromolekülen bestehen. Werden diese kristallinen Stoffe durch Schmelzen in den flüssigen Aggregatzustand überführt, so weist diese Schmelze auch bei einer hohen Umwandlungstemperatur immer noch eine hohe Viskosität auf. Wird nun das System mithilfe einer schnellen Abkühlung unterkühlt, so wird der Stoff so unbeweglich (zähflüssig) und die Moleküle können sich nicht mehr oder nur noch sehr langsam als Kristall anordnen.
Der wechselseitige Übergang zwischen dem in praktischer Sicht als „fest und glasartig“ (sehr hohe Viskosität und niedrige Duktilität) und dem konventionell als „flüssig“ (geringere Viskosität und höhere Duktilität) angesehenen Zustand bei Temperaturänderung erfolgt kontinuierlich. Auch andere physikalische Eigenschaften ändern sich bei solchen Vorgängen, wie bspw. beim Glasübergang, nicht sprunghaft, sondern kontinuierlich; meist allerdings nicht linear. Dabei kann aus thermodynamischer Sicht nicht von Schmelzen bzw. Erstarren gesprochen werden, es findet weder ein Phasenübergang statt, noch kann eine Schmelztemperatur ermittelt werden.
Einige amorphe Metalle werden auch als metallische Gläser bezeichnet. Diese können eine außergewöhnliche Festigkeit aufweisen und zugleich hochelastisch sein.

## Herstellung
Die klassische Methode, um den amorphen Zustand zu erzeugen, ist das „schnelle“ Abkühlen einer Schmelze oder Flüssigkeit. Bedingung für den amorphen Zustand ist, dass sich die Atome bzw. Moleküle beim Abkühlen nicht (erneut) regelmäßig kristallin anordnen können, das heißt, die Viskosität sollte schnell einen gewissen Wert überschreiten, so dass beim Abkühlen es nicht zur signifikanten Kristallisation kommt. Die kritische Abkühlrate, die nötig ist, um eine Kristallisation weitestgehend zu vermeiden, hängt vom Material ab. Klassische Gläser wie Fensterglas können auch relativ langsam (z. B. 1 K je Minute) abgekühlt werden. Die meisten amorphen Metalle benötigen dagegen eine Abkühlrate über 1000 K je Sekunde.
Eine verwandte Methode ist das Aufdampfen auf ein Substrat durch chemische oder physikalische Gasphasenabscheidung. Auch dabei kühlt die Materie zu schnell ab, um sich nach dem Auftreffen auf das Substrat in eine geordnete Struktur zu bewegen.
Ein anderer Weg ist die Herstellung durch Zerstören der kristallinen Ordnung durch eine starke mechanische Verformung (z. B. in der Kugelmühle), Beschuss durch Ionen oder eine starke Bestrahlung.
Nicht jedes Material lässt sich in amorpher Form herstellen.

## Eigenschaften
| Material | Dichte kristallin | Dichte amorph      |
| -------- | ----------------- | ------------------ |
| Silizium | 2,329 g cm−3      | 2,285 g cm−3       |
| Eis      | 0,917 g cm−3      | 0,94 g cm−3 (LDA)  |
| Eis      | 0,917 g cm−3      | 1,06 g cm−3(MDA)   |
| Eis      | 0,917 g cm−3      | 1,17 g cm−3 (HDA)  |
| Eis      | 0,917 g cm−3      | 1,26 g cm−3 (VHDA) |

Da die Atome eine geringe Packungsdichte aufweisen, hat der amorphe Stoff fast immer eine geringere Dichte als der gleiche Stoff in kristalliner Form. Beispielsweise hat amorphes Silicium eine um etwa 2 % geringere Dichte als kristallines Silicium. Abweichend davon bildet bspw. amorphes Eis Phasen mit einer zwischen 3 % und 34 % höheren Dichte als der von kristallinem Eis. Die Atome sind auch bei „unterkühlten“ Temperaturen weiterhin bestrebt, den kristallinen thermodynamischen Gleichgewichtszustand einzunehmen, ein einmal in Gang gesetzter Phasenübergang kommt (sofern der Stoff weiterhin einer hinreichend tiefen Umgebungstemperatur ausgesetzt ist) nicht zum Erliegen. Allerdings findet der Übergang unter Umständen nur noch sehr verlangsamt statt.

## Beispiele und Anwendungen
Glas ist ein typisches amorphes Material. Quarzglas ist die amorphe Form von Siliziumdioxid (SiO2). Eine seiner kristallinen Formen heißt Quarz.
Amorphe Metalle werden mit Hilfe der Rascherstarrungstechnik in Form von dünnen Folien industriell hergestellt. Hauptanwendungsgebiet sind hierbei Magnetwerkstoffe, weichmagnetische Legierungen (Fe, Ni, Co) und amorphe Lötfolie.
Amorphes Silicium ist eine nichtkristalline Form des reinen Halbleiters Silicium und wird hauptsächlich für Dünnschicht-Solarzellen verwendet.
Amorpher Kohlenstoff wird durch Verfahren der chemischen Gasphasenabscheidung gewonnen.
Obsidian ist ein natürliches amorphes Material vulkanischen Ursprungs.
Amorphe Thermoplaste (Kunststoffe) sind beispielsweise Polystyrol (PS), Polyvinylchlorid (PVC) oder Polycarbonat (PC). Viele Kunststoffe sind jedoch teilkristallin.
Auch Honig kann in einem amorphen, kristallinen oder teilkristallinen Zustand vorliegen. Je nach Sorte und Bearbeitung kristallisiert er nach Erwärmung innerhalb weniger Tage oder Wochen wieder teilweise aus und bildet ein Kristallgitter.